# Dores de Campos
Dores de Campos este un oraș în Minas Gerais (MG), Brazilia.